# لیلیا داله
لیلیا داله (ایتالیایی: Lilia Dale؛ زادهٔ ۱۸ ژوئیهٔ ۱۹۱۹ - نامشخص) یک هنرپیشه اهل ایتالیا بود.
از فیلم‌هایی که وی در آن نقش داشته‌است، می‌توان به میخانه سرخ و مانون لسکو اشاره کرد.